# Copa da Escócia de 1956–57
A Copa da Escócia de 1956-57 foi a 72º edição do torneio mais antigo do futebol da Escócia. O campeão foi o Falkirk F.C., que conquistou seu 2º título na história da competição ao vencer a final contra o Kilmarnock F.C., pelo placar de 2 a 1.

## Premiação
| Copa da Escócia de 1956-57       |
| Escócia                          |
| -------------------------------- |
| Falkirk F.C. Campeão (2º título) |